# Gabriel Lippmann
Jonas Ferdinand Gabriel Lippmann (Bouneweg, ma Luxembourg része, 1845. augusztus 16. – SS France, Atlanti-óceán, 1921. július 13.) francia-luxemburgi fizikus és feltaláló. 1908-ban fizikai Nobel-díjjal tüntették ki „az interferencia elvén alapuló színesfényképezési módszeréért”.

## Életrajz
1845. augusztus 16-án született francia szülők gyermekeként a luxemburgi Bounewegben, ami akkor Hollerich közösséghez tartozott. A családja Párizsba költözött, Gabriel pedig korán elkezdett otthon tanulni. 1858-ban belépett a Lycée Napoleonba és 10 évvel később felvételt nyert a École Normaleba. 1873-ban kinevezték egy Németországba látogató kormányzati tudományos misszióba, ahol a tudományoktatás módszereit tanulmányozta: együtt dolgozott Kühnével és Kirchhoffal Heidelbergben Helmholtzzal Berlinben.
1909-ben a Román Akadémia tiszteleti tagja lett.
1921. július 13-án hunyt el az Atlanti-óceánon, amikor visszatért észak-amerikai útjáról a Fayolle marsall által vezetett misszió tagjaként.

## Magánélete
1888-ban házasodott össze Victor Cherbuliez lányával, Laurence Lippmannal (leánykori nevén Laurence Cherbuliez).